# Гейко Володимир Олександрович
Володи́мир Олекса́ндрович Гейко — український військовик, учасник російсько-української війни.

## З життєпису
Здобув вищу освіту, станом на 2010 рік — військовослужбовець в/ч 2276 (база зберігання озброєння НГУ).
Брав активну участь в подіях Революції Гідності. 2 ротації в 2014—2015 роках перебував на фронті.
Станом на червень 2015-го — голова громадської організації «Охтирський захисник», помічник депутата міської ради.
Станом на 2017 рік проживає в місті Глухів з дружиною Людмилою та донькою Євгенією; військовослужбовець в/ч 9953, відділ прикордонної служби «Сопич», відділення інспекторів ПС.
28 січня 2018 року нагороджений медаллю УПЦ КП «За жертовність та любов до Батьківщини».
Займається волонтерською діяльністю.